# Latorre (La Fueva)
La Torre (A Torre en aragonés) es una localidad aragonesa (España) en el municipio de La Fueva, en la provincia de Huesca y comarca del Sobrarbe. Actualmente está despoblada.
Latorre se encuentra en un altiplano en las faldas de la sierra de Campanué, en el lado hacia La Fueva, justo por encima de los 1 000 m s. n. m. Como también Solanilla, Lailla y El Cotón, formó parte de los núcleos que formaban el antiguo municipio de Pallaruelo de Monclús. Los núcleos en la parte fovana de Pallaruelo de Monclús tienen una pista forestal que los comunica con Formigales en bajando por El Cotón, y con Troncedo por Latorre.